# Florac
Florac je naselje in občina v južni francoski regiji Languedoc-Roussillon, podprefektura departmaja Lozère. Leta 1999 je naselje imelo 1.996 prebivalcev.

## Geografija
Kraj leži ob sotočju rek Tarnon in Mimente, v osrčju Sevenskega narodnega parka. V bližini se po izlivu reke Tarnon v Tarn pričenja 40 km dolga Tarnska soteska.

## Administracija
Florac je sedež istoimenskega kantona, v katerega so poleg njegove vključene še občine Bédouès, Les Bondons, Cocurès, Ispagnac, Rousses, Saint-Laurent-de-Trèves, La Salle-Prunet in Vebron s 3.927 prebivalci.
Naselje je prav tako sedež okrožja, v katerem se nahajajo kantoni Barre-des-Cévennes, Florac, Massegros, Meyrueis, Pont-de-Montvert, Saint-Germain-de-Calberte in Sainte-Enimie z 12.524 prebivalci.

## Znamenitosti
- grad château de Florac iz 13. stoletja, prenovljen 1652 po verskih vojnah, med francosko revolucijo skladišče soli, od 1976 sedež Sevenskega narodnega parka
- hiša La Maison de la Congrégation, prvotno kapucinski samostan, kasneje bolnišnica in sedež podprefekture, danes privatna šola, od 1999 na seznamu francoskih zgodovinskih spomenikov.

## Pobratena mesta
- L'Anse-Saint-Jean (Québec, Kanada),
- Arbucies (Španija).